# Robert Armblad
Michael Robert Armblad, född 21 juli 1989 i Skogslyckans församling, Kronobergs län, är en svensk politiker (Vänsterpartiet), lärare och musiker.

## Biografi
Armblad var Vänsterpartiets första namn i Kronobergs län inför riksdagsvalet 2018 och kandiderade även till Europaparlamentsvalet 2019. Armblad är sedan 2022 invald som ersättare i Vänsterpartiets partistyrelse. Mellan 2020 och 2021 var han ordförande för Vänsterpartiet Växjö och tidigare ordinarie ledamot i Vänsterpartiet Växjös styrelse 2015–2020. Armblad har även varit distriktsstyrelseledamot i Vänsterpartiet Kronoberg 2017–2019 och 2022-2023. Han är sångare och gitarrist i nyproggbandet Bergsbestigarna.

## Referenslista
1. ↑  Sveriges befolkning 1990, Riksarkivet, 2011, ISBN 978-91-88366-91-7.[källa från Wikidata]
2. 1 2  Sveriges befolkning 2000, Sveriges Släktforskarförbund, 2020.[källa från Wikidata]
3. ↑  Sveriges befolkning
2000:
Armblad, Michael Robert
(1989-07-21)
Försäkringskassan, uttag avseende 20001231 (2014)
4. ↑  Kerstin Haggren (7 april 2018). ”Armblad (V): ”Svårt att inte bli socialist””. Smålandsposten. https://www.smp.se/nyheter/nar-man-inser-hur-samhallet-funkar-ar-det-svart-att-inte-bli-socialist/. Läst 9 juni 2021.
5. ↑  Jocke Wallgren, Julia Rindhagen (3 september 2018). ”Robert Armblad (V): "Det blev tydligt var jag hörde hemma"”. P4 Kronoberg. https://sverigesradio.se/artikel/7034586. Läst 9 juni 2021.
6. ↑  ”186 EU-valskandidater: Därför ska du kryssa mig”. Expressen. 26 maj 2019. https://www.expressen.se/nyheter/eu-valet-2019/185-eu-valskandidater-darfor-ska-du-kryssa-mig-/. Läst 9 juni 2021.
7. ↑  ”Robert Armblad från Kronoberg vald till Vänsterpartiets partistyrelse | Vänsterpartiet”. via.tt.se. https://via.tt.se/pressmeddelande/robert-armblad-fran-kronoberg-vald-till-vansterpartiets-partistyrelse?publisherId=1863378&releaseId=3315679. Läst 17 september 2022.
8. ↑  Lotta Eliasson (7 april 2021). ”Ny ordförande för Vänsterpartiet i Växjö”. Smålandsposten. https://www.smp.se/vaxjo/ny-ordforande-for-vansterpartiet-vald-fokus-blir-pa-valet/. Läst 9 juni 2021.
9. ↑  Jacob Sidenvall (8 november 2017). ”Svar från Vänsterpartiet”. Smålandsposten. Arkiverad från originalet den 9 juni 2021. https://web.archive.org/web/20210609114100/https://www.smp.se/svar-fran-vansterpartiet/. Läst 9 juni 2021.
10. ↑  Karlsson, Cecilia (22 juli 2019). ”Robert har blivit pappa”. Smålandsposten. https://www.smp.se/article/robert-har-blivit-pappa/. Läst 7 augusti 2021.